# The Sun Shines Bright
The Sun Shines Bright é um filme estadunidense de 1953, do gênero Drama, dirigido por John Ford. O roteiro de Laurence Stallings é baseado em três histórias de Irvin S. Cobb e seu personagem, o Juiz Priest.

## Elenco principal
- Charles Winninger ...Juiz William Pittman Priest
- Arleen Whelan ...Lucy Lee Lake
- John Russell ...Ashby Corwin
- Stepin Fetchit ...Jeff Poindexter
- Russell Simpson ...Dr. Lewt Lake
- Francis Ford

## Sinopse
No final do século XIX, quatro veteranos ex-confederados da Guerra Civil Americana, liderados pelo ex-corneteiro e agora Juiz Priest, mantém as coisas na linha em uma pequena cidade do Kentucky. Os quatro homens cuidam de uma moça, órfã de pai e neta de seu antigo comandante. Este não a reconhece como neta pois a mãe da menina era uma mulher "da noite".
O juiz está em campanha para ser reeleito, mas alguns acontecimentos parecem que vão atrapalhar: um jovem negro está para ser linchado quando o juiz intervém e o mantém seguro para um julgamento justo, contrariando muito dos seus eleitores. E a mãe da órfã que reapareceu doente e acaba por falecer, sem antes contar seu último desejo: um enterro cristão. E que caso fosse antendido, significaria enfrentar o repúdio das pessoas "de bem" da cidade.